# Oleg
Oleg ist ein männlicher Vorname, der überwiegend in Russland und in der Ukraine verbreitet ist und auf den germanischen Vornamen Helgi (deutsch Helge oder Helgo) zurückgeht. Der Name wurde von der warägischen Führungsschicht der Kiewer Rus ins Ostslawische übernommen und wurde besonders durch den Fürsten Oleg bekannt. Oleg (Олег, korrekt auf der zweiten Silbe betont: [ʌˈlʲɛk]) ist russisch, während die ukrainische Form des Namens Oleh (Олег [ɔˈlɛx]) und die belarussische Aleh (Алег [ʌˈlʲɛx]) lautet. Die lettische Form des Namens ist Oļegs.
Das ähnlich klingende polnische Olek gehört hingegen nicht hierher, sondern ist entweder ein eigenständiger Name polnischen Ursprungs oder eine Koseform zu Aleksander.
Die weibliche Form des Namens ist Olga.

## Namensträger

### Oleg
- Oleg, Fürst der Kiewer Rus (reg. 878/79–912/13)

- Oleg Konstantinowitsch Antonow (1906–1984), sowjetischer Konstrukteur
- Oleg Bryjak (1960–2015), deutscher Opernsänger
- Oleg Wladimirowitsch Deripaska (* 1968), russischer Oligarch und Milliardär
- Oleg Dontsov (* 1990), russischer Badmintonspieler
- Oleg Iwanowitsch Jankowski (1944–2009), russischer Schauspieler
- Oleg Nikolajewitsch Jefremow (1927–2000), russischer Schauspieler und Theaterregisseur
- Oleg Alexandrowitsch Jurjew (1959–2018), russischer Lyriker, Romancier, Dramatiker, Essayist und Übersetzer
- Oleg Moissejewitsch Kagan (1946–1990), russischer Violinist
- Oleg Dmitrijewitsch Kononenko (* 1964), russischer Kosmonaut
- Oleg Walerjewitsch Kotow (* 1965), russischer Kosmonaut
- Oleg Nikolajewitsch Krochin (1932–2022), russischer Physiker
- Oleg Kutscherenko (* 1968), sowjetischer bzw. deutscher Ringer
- Oleg Lundstrem (1916–2005), russischer Jazz-Musiker
- Oleg Grigorjewitsch Makarow (1933–2003), sowjetischer Kosmonaut
- Oleg Wladimirowitsch Owsjannikow (* 1970), russischer Eiskunstläufer
- Oleg Wiktorowitsch Perwakow (* 1960), russischer Schachspieler
- Oleg Konstantinowitsch Popow (1930–2016), russischer Clown und Pantomime
- Oleg Alexejewitsch Protopopow (1932–2023), sowjetischer Eiskunstläufer
- Oleg Iwanowitsch Romanzew (* 1954), russischer Fußballtrainer
- Oleg Semjonowitsch Schenin (1937–2009), russischer Politiker
- Oleg Pawlowitsch Tabakow (1935–2018), sowjetischer bzw. russischer Schauspieler und Regisseur
- Oleg Fjodorowitsch Twerdowski (* 1976), russisch-ukrainischer Eishockeyspieler
- Oleg Velyky (1977–2010), deutscher Handballspieler
- Oleg Kimowitsch Wassiljew (* 1959), sowjetischer Eiskunstläufer

### Olegas
- Olegas Fedosiukas (* 1964), litauischer Strafrechtler, Strafrichter
- Olegas Niakšu (* 1978), litauischer Wirtschaftsinformatiker und Politiker, Vizeminister der Gesundheit

### Oleh
- Oleh Babajew (1965–2014), ukrainischer Politiker
- Oleh Barna (1967–2023), ukrainischer Politiker
- Oleh Bereschnyj (* 1984), ukrainischer Biathlet
- Oleh Blochin (* 1952), ukrainischer Fußballspieler und -trainer
- Oleh Halkin (1965–2003), sowjetischer, später ukrainischer Radrennfahrer
- Oleh Hornykiewicz (1926–2020), österreichischer Pharmakologe
- Oleh Hussjew (* 1983), ukrainischer Fußballspieler
- Oleh Kalaschnikow (1962–2015), ukrainischer Politiker
- Oleh Kusnezow (* 1963), sowjetisch-ukrainischer Fußballspieler und -trainer
- Oleh Kyrjuchin (* 1975), ukrainischer Boxer
- Oleh Lissohor (* 1979), ukrainischer Schwimmsportler
- Oleh Ljaschko (* 1972), ukrainischer Politiker
- Oleh Luschnyj (* 1968), ukrainischer Fußballtrainer und -spieler
- Oleh Lyscheha (1949–2014), ukrainischer Dichter und Essayist
- Oleh Machnizkyj (* 1970), ukrainischer Politiker
- Oleh Malzew (* 1975), ukrainischer Psychologe
- Oleh Molyboha (1953–2022), sowjetischer Volleyballspieler
- Oleh Olschytsch (1907–1944), ukrainischer Dichter, Schriftsteller und Prähistoriker
- Oleh Opryschko (* 1986), ukrainischer Radrennfahrer
- Oleh Pantschuk (1932–2022), ukrainischer Chemiker
- Oleh Platow (* 1983?), ukrainischer Schwergewichtsboxer
- Oleh Protassow (* 1964), sowjetischer, danach ukrainischer Fußballspieler und aktueller Fußballtrainer
- Oleh Romanyschyn (* 1952), ukrainischer Schachspieler
- Oleh Rybatschuk (* 1958), ukrainischer Politiker
- Oleh Schafarenko (* 1981), ukrainischer Eishockeyspieler
- Oleh Schelajew (* 1976), ukrainischer Fußballspieler
- Oleh Senzow (* 1976), ukrainischer Filmregisseur
- Oleh Suk (* 1965), ukrainischer Rockmusiker
- Oleh Suslow (* 1969), ukrainischer Fußballspieler
- Oleh Tjahnybok (* 1968), ukrainischer Politiker
- Oleh Tschuschda (Radsportler, 1963) (* 1963), ukrainischer Radrennfahrer
- Oleh Tschuschda (Radsportler, 1985) (* 1985), ukrainischer Radrennfahrer
- Oleh Twerdochleb (1969–1995), ukrainischer Leichtathlet
- Oleh Tymtschenko (* 1978), ukrainischer Eishockeyspieler
- Oleh Zarjow (* 1970), ukrainischer Politiker

### Aleh
- Aleh Alkajeu (1952–2022), belarussischer Justizvollzugsbeamter und Whistleblower
- Aleh Antonenka (* 1971), belarussischer Eishockeyspieler
- Aleh Bjabenin (1974–2010), belarussischer Journalist
- Aleh Butkewitsch (* 1972), Bischof von Witebsk
- Aleh Haroschka (* 1989), belarussischer Eishockeyspieler
- Aleh Kuleschou (* 1976), belarussischer Freestyle-Skier
- Aleh Ljawonzjeu (* 1970), belarussisch-russischer Eishockeyspieler
- Aleh Mikultschyk (* 1964), belarussischer Eishockeyspieler
- Aleh Popel (* 1983), belarussischer Fußballspieler
- Aleh Ryschankou (* 1967), belarussischer Biathlet
- Aleh Woltschak (* 1967), Bürgerrechtler aus Belarus

## Andere Verwendung
- Fregatte der russischen Marine, siehe Oleg (Schiff, 1860)
- Kreuzer der russischen Marine, siehe Oleg (Schiff, 1904)